# Scawtite
La scawtite è un minerale.